# 기사계첩 (국보 제325호)
기사계첩(耆社契帖)은 숙종 45년(1719) 4월 17일과 18일에 열린 70세 이상의 퇴직관리들의 모임장면을 그린 그림이다. 1987년 12월 26일 보물 제929호로 지정되었다가, 2019년 3월 6일 대한민국의 국보 제325호로 승격되었다.

## 개요
숙종 45년(1719) 4월 17일과 18일에 열린 70세 이상의 퇴직관리들의 모임장면을 그린 그림이다. 참석자들의 초상화와 모임 장면을 비롯해 축시와 회원 명단이 들어있는 화첩으로 모두 50면으로 이루졌다.
가로 36cm, 세로 5cm로 장태흥·허숙 등이 그림을 그리고, 이의방이 글씨를 썼다. 숙종 때에 12부를 만들었으나 현재 전해지는 것은 3부이다. 이 화첩에 그려진 반신상의 초상화는 정장관복의 차림으로 18세기 초기의 전형적인 모습이다.
이 계첩은 보존상태가 좋고 원형이 훼손되지 않아 당시의 기사계첩 형식을 연구하는데 중요한 자료로 평가된다.

## 국보 지정 사유
'기사계첩'은 1719년(숙종 45) 59세가 된 숙종이 태조 이성계의 전례를 따라 기로소(耆老所)에 들어간 것을 기념한 행사에 참여한 관료들이 계(契)를 조직해 만든 계첩(契帖)이다. 행사는 1719년에 실시되었으나 계첩은 초상화를 그리는데 오랜 시간이 걸려 1720년(숙종 46)에 완성되었다. 기로소는 70세 이상, 정2품 이상 직책을 가진 노년의 문관(文官)들을 우대하던 기관이다.
계첩은 기로신 중의 한 명인 좌참찬 임방(任埅, 1640～1724)이 쓴 계첩의 서문과 경희궁 경현당(景賢堂) 사연(賜宴) 때 숙종이 지은 어제(御製), 대제학 김유(金楺, 1653～1719)의 발문, 각 의식에 참여한 기로신들의 명단, 행사 장면을 그린 기록화, 기로신 11명의 명단과 이들의 반신상 초상화, 기로신들이 쓴 축시(祝詩), 계첩을 제작한 실무자 명단으로 구성되었다.
행사 장면은 경희궁 흥정당(興政堂)에서 기로소로 어첩을 봉안하러 가는 행렬을 그린 <어첩봉안도 (御帖奉安圖)>, 이튿날인 2월 12일 기로신들이 경희궁 숭정전에서 진하례를 올리는 장면을 그린 <숭정전진하전도(崇政殿進賀箋圖)>, 4월 18일 경현당에서 기로신들에게 내린 친림사연의 광경을 그린 <경현당석연도(景賢堂錫宴圖)>, 경현당 석연에서 하사받은 은배(銀盃)를 받들고 기로소로 돌아가는 기로신들의 행렬을 묘사한 <봉배귀사도(奉盃歸社圖)>, 기로신들이 기로소에서 연회를 행하는 모습을 그린 <기사사연도(耆社私宴圖)> 가 순서대로 그려졌다. 계첩에 수록된 그림과 기로신들의 초상화는 당대 뛰어난 기량을 인정받았던 도화서 화원 김진여(金振汝), 장태흥(張泰興) 등이 그린 것으로, 화려한 채색과 섬세하고 절제된 묘사, 명암법을 적절하게 사용해 사실성이 뛰어난 얼굴 표현 등 조선 후기 궁중회화의 최고 수준을 보여주고 있다.
18세기를 대표하는 궁중행사도 중 하나로, 후대 궁중회화 제작에 많은 영향을 끼친 작품으로 평가된다. 제작 당시의 원형을 거의 상실하지 않았고 제작 시기와 제작자가 분명하며 그림의 완성도나 기법이 매우 높아 국보로 승격하여 보존할 가치가 충분하다.

## 갤러리

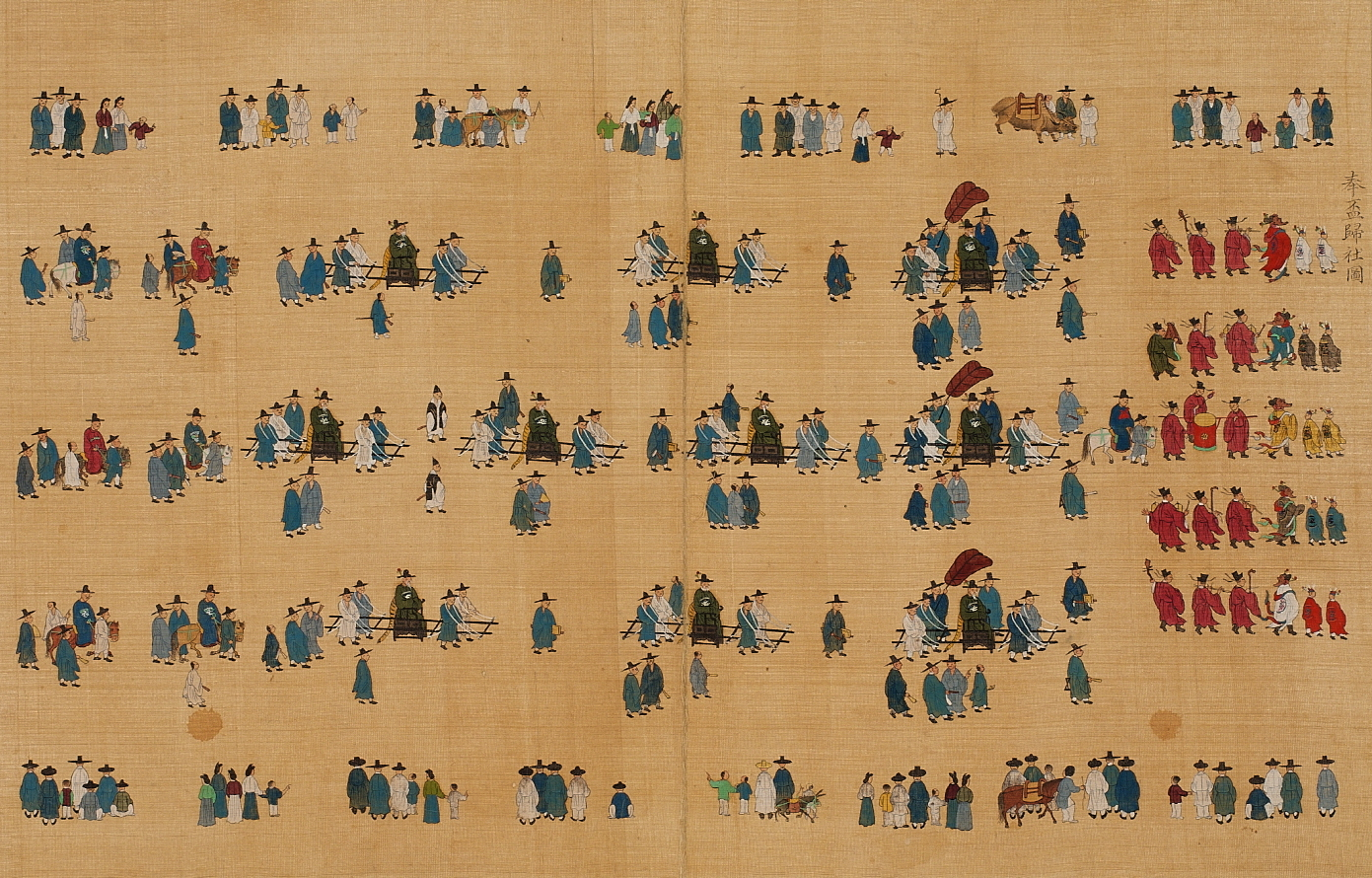
국보 제325호 기사계첩
국보 제325호 기사계첩
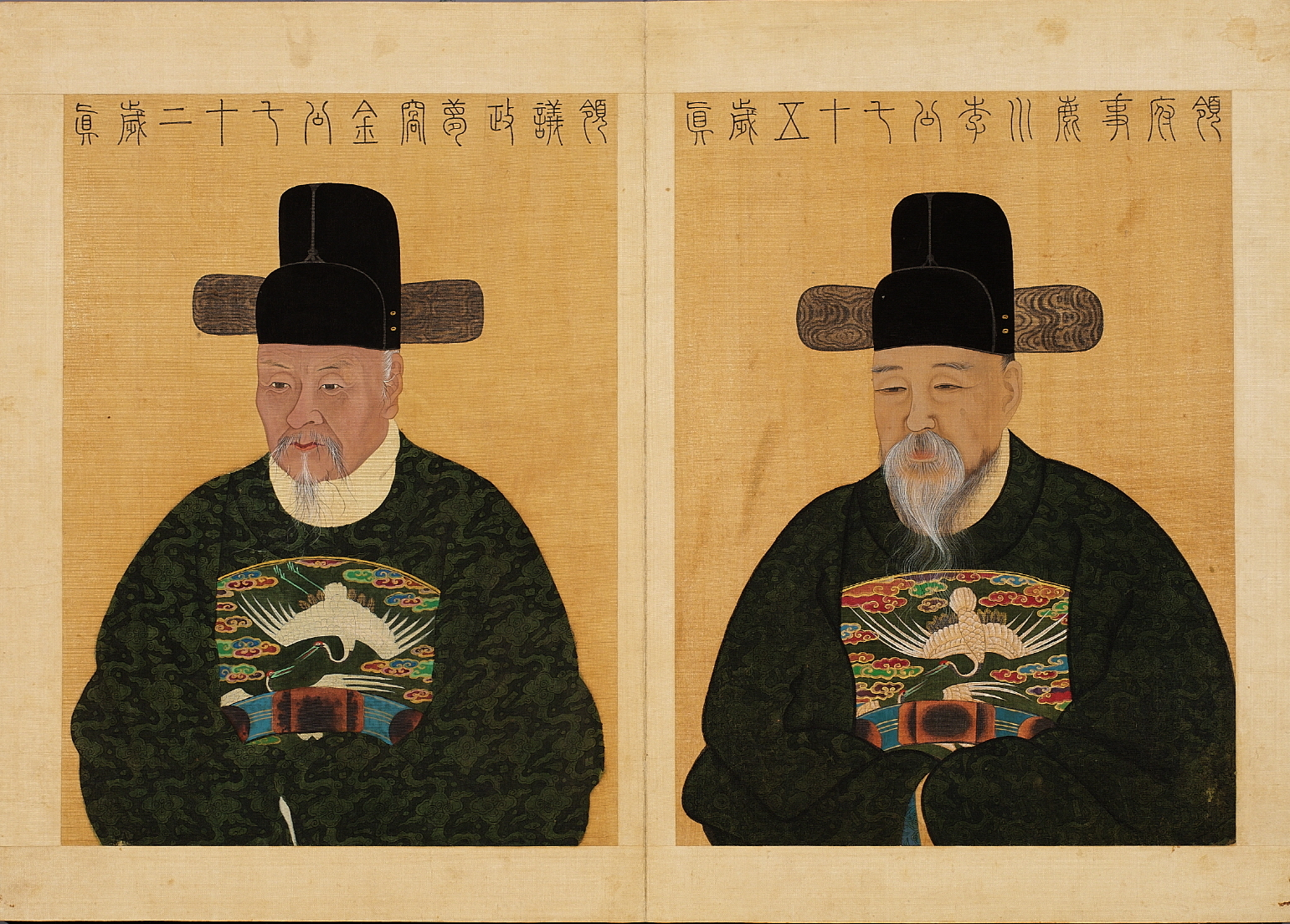
국보 제325호 기사계첩

## 같이 보기
- 기사계첩

## 참고 자료
- 기사계첩 - 국가유산청 국가유산포털